# BumBum Kunst
BumBum Kunst, auch BumBum Biggalo, eigentlich Konstantin Altreiter (geb. in Österreich) ist ein österreichischer Musiker aus Linz. Im Jahr 2012 war er für den FM4 Award, der im Rahmen des Amadeus Austrian Music Award verliehen wird, nominiert.

## Leben
BumBum Kunst veröffentlichte seine ersten Songs 2005. Sein erstes Album Perpetum Mobile erschien 2007 über Tontraeger Records. Neben seinen eigenen Stücken ist er auch als Musikproduzent tätig und produziert verschiedene Underground-Künstler. Zusammen mit Jack Untawega (ehemals Teil von Rückgrat)  gründete er das Duo Sodom & Gomorrah. Anschließend gingen die beiden auf gemeinsame Tour. Auf der ersten EP ist auch eine Kollabo mit dem auf sächsisch rappenden Künstler Trettmann. Nach einer EP, einem Mixtape und einem Album trennte sich das Duo jedoch wieder.
BumBum Kunst rappte außerdem mit Oh Vo von Brotlose Kunst in der Gruppe Engelsstaub. Mit Kaligula hat er außerdem eine Crossover-Band.
2011 benannte er sich kurzzeitig in BumBum Biggalo um, eine Art Tribut an das Wrestling und den dort vertretenen Bam Bam Bigelow. Unter diesem Pseudonym veröffentlichte er 2011 das Album Gaunz oda goaned, das über Twomorrow Records (im Vertrieb von Hoanzl) erschien. 2012 wurde er für den FM4 Award, der im Rahmen des Amadeus Austrian Music Award verliehen wird, nominiert.
2018 erschien das Album November Reign als digitales Album. Von 2019 bis 2023 erschienen drei Kollabo-Alben mit dem Rapper Skero unter dem Titel Maasnbriada. Musikalisch sind alle drei Alben unterschiedlichen Ansätzen zuzuürdnen. Das erste Album  ist vor allem im Westcoast-Hip-Hop angesiedelt, während das zweite Album eher im Dirty South-Gewand verfasst wurde. Inspirationen für letzteres waren unter anderem Geto Boys, OutKast und Three 6 Mafia sowie modernere Vertreter wie Juicy J und Lil Wayne.

## Musikstil
Zusammen mit anderen österreichischen Künstlern wie MOZ, Jack Unterwega und VS gründete er das sogenannte „Slangsta“-Movement, einen Rapstil mit Songs im österreichischen Dialekt, der sich durch überwiegend harte und explizite Texte vom Mundart-Rap unterscheidet. Inspirationen dafür waren Brotlose Kunst und Rückgrat. Musikalisch mischt er Boom bap und Westcoast-Hip-Hop mit Dancehall. Seine Musik produziert er selbst.

## Diskografie

### BumBum Kunst
Alben 
- 2007: Perpetuum Mobile (Tontraeger Records)
- 2009: Supa Slangsta (Mixtape, Twomorrow  Records)
- 2010: Da Eisbär (Twomorrow Records)[13]
- 2018: November Reign (Dunicht Records)

Kollaboveröffentlichungen 
- 2007: Slangsta 4 Life (mit Jack Untawega & MOZ, Twomorrow Records)
- 2019: Maasnbriada (Gang Records) feat. Skero
- 2020: Maasnbriada 2 (Gang Records) feat. Skero
- 2023: Maasnbriada 3 – Legendenstatus (Gang Records) feat. Skero

Singles & EPs
- 2018: Wos geht?

### BumBum Biggalo
Alben
- 2011: Gaunz Oda Goaned (Twomorrow Records)
- 2012: Shango  (mit Moz & Psywalker, Twomorrow Records)

Singles
- 2006: Hang On

### Mit Sodom & Gomorrah
- 2007: EP (Lowtechrecords)
- 2007: Wo Kumama Denn Då Hi? Mixtape (Eigenproduktion)
- 2009: In Gods Naum LP (Twomorrow Records)

### Mit Kaligula
- 2015: Mannkind (Twomorrow Records)
- 2017: In Flagranti (Fjord Factory)